# Tony Dodds
Tony Dodds (16 de junho de 1987) é um triatleta profissional neozelandês.

## Carreira

### Rio 2016
Tony Dodds competiu na Rio 2016, ficando em 21º lugar com o tempo de 1:48.24.